# Saara-Sofia Sirén
Saara-Sofia Sirén, född 10 juli 1985 i S:t Michel, är finländsk företagare, ekonom och riksdagsledamot för Samlingspartiets riksdagsgrupp sedan 22 april 2015.
Hon avlade ekonomie magisterexamen vid Åbo handelshögskola 2010.

## Utmärkelser
- Riddartecknet av I klass av Finlands Vita Ros’ orden,  6 december 2023[1]

[Redigera Wikidata]